# إبراهيم أباد (زياران)
إبراهیم أباد (بالفارسية: ابراهیم‌آباد) هي قرية تقع في إيران في قسم زیاران الریفي. يقدر عدد سكانها بـ 50 نسمة .